# Hotham River
Der Hotham River ist ein Fluss im Südwesten des australischen Bundesstaates Western Australia.
Er ist einer der beiden Quellflüsse des Murray River. 

## Geografie
Der Fluss entspringt in der Nähe von Narrogin und fließt in nördlicher Richtung bis zum Dryandra Woodland, bevor er westlich durch Wandering und Boddington führt. In der Nähe des Mount Saddleback vereinigt er sich mit dem Williams River zum Murray River.

### Nebenflüsse mit Mündungshöhen
Der Hotham River hat folgende Nebenflüsse:
- Darring Brook – 330 m
- Commitine Brook – 322 m
- Wyanning Creek – 313 m
- Hotham River South – 312 m
- Calcoran Brook – 290 m
- Hotham River North – 289 m
- Boonadgin Brook – 282 m
- Biberkine Brook – 266 m
- Corraring Brook – 254 m
- Fourteen Mile Brook – 240 m
- Wandering Brook – 234 m
- Crossman River – 217 m
- Bannister River – 209 m
- Thirty Four Mile Brook – 206 m
- Marradong Brook – 192 m

## Geschichte
1830 entdeckte der Forschungsreisende Thomas Bannister diesen Fluss, der vom Gouverneur Westaustraliens James Stirling nach dem Vizeadmiral Sir Henry Hotham benannt wurde.